# Kratzerville
Kratzerville és una concentració de població designada pel cens dels Estats Units a l'estat de Pennsilvània. Segons el cens del 2000 tenia 391 habitants.

## Demografia
Segons el cens del 2000, Kratzerville tenia 391 habitants, 160 habitatges, i 122 famílies. La densitat de població era de 154 habitants/km².
Dels 160 habitatges en un 25,6% hi vivien nens de menys de 18 anys, en un 66,3% hi vivien parelles casades, en un 7,5% dones solteres, i en un 23,8% no eren unitats familiars. En el 20,6% dels habitatges hi vivien persones soles el 8,1% de les quals corresponia a persones de 65 anys o més que vivien soles. El nombre mitjà de persones vivint en cada habitatge era de 2,44 i el nombre mitjà de persones que vivien en cada família era de 2,79.
Per edats la població es repartia de la següent manera: un 18,4% tenia menys de 18 anys, un 9,7% entre 18 i 24, un 29,4% entre 25 i 44, un 29,7% de 45 a 60 i un 12,8% 65 anys o més.
L'edat mediana era de 42 anys. Per cada 100 dones de 18 o més anys hi havia 91 homes.
La renda mediana per habitatge era de 42.292 $ i la renda mediana per família de 46.250 $. Els homes tenien una renda mediana de 30.682 $ mentre que les dones 22.321 $. La renda per capita de la població era de 20.008 $. Entorn de l'1,6% de les famílies i el 3,1% de la població estaven per davall del llindar de pobresa.

## Poblacions més properes
El següent diagrama mostra les poblacions més properes.